# Кривелли, Карло
Карло Криве́лли (итал. Carlo Crivelli; между 1430 и 1435, Венеция — 1495, Асколи-Пичено, Марке) — живописец раннего итальянского Возрождения периода кватроченто венецианской школы. Старший брат живописца Витторе Кривелли. Большую часть жизни провёл в области Марке, в Асколи-Пичено, и в Далмации. Работал на острове Мурано венецианской лагуны, поэтому иногда его творчество относят к «школе Мурано». Кривелли всегда подчёркивал своё венецианское происхождение — его работы подписаны «Карло Кривелли Венецианец» (Carolus Crivellus Venetus).

## Биография
Карло Кривелли был сыном живописца Якобуса де Кривериса (Iachobus de Chriveris), проживавшего в Венеции в приходе Сан-Моизе . Произведения его отца неизвестны. Ни один документ не даёт нам точную дату рождения Карло, которая относится к периоду между 1430 и 1435 годами. Подробности о его обучении и становлении как художника также скудны, вероятно, он учился у Якобелло дель Фьоре в 1430-х годах; в то время Кривелли был ещё мальчиком. Он также учился в боттеге (мастерской) Антонио Виварини в Венеции, затем уехал в Падую, где, как полагают, работал в мастерской Франческо Скварчоне, а затем, после того как в 1457 году был приговорён к шестимесячному тюремному заключению и штрафу за связь с замужней женщиной, женой моряка Франческо Кортезе, он уехал в 1459 году в Задар в Далмации (ныне часть Хорватии, в то время территория венецианской республики). Два нотариальных акта (от 23 июня 1463 года и 11 сентября 1465 года) упоминают художника Кривелли — гражданина далматинского города Дзары. Вместе с ним там жил и работал брат Витторио. В 1468 году Карло Кривелли переехал в регион Марке и работал там до своей смерти. Документы указывают на постоянное место жительства художника с 1473 года в Асколи-Пичено (Марке), когда он выполнил для собора Полиптих Сант-Эмидио, а также в Камерино и Фабриано. Его пребывание на о. Мурано считается недоказанным. Скончался художник в Асколи.

## Творчество
Карло Кривелли известен в качестве автора алтарных картин в позднеготическом стиле, светских картин Кривелли почти не писал. Несмотря на отсутствие документации, принято считать, что Карло был учеником Антонио Виварини, Джованни д’Алеманьи и Бартоломео Виварини (младшего брата Антонио). Бартоломео был хорошо осведомлён об изобразительной культуре Падуи, основанной на школе Франческо Скарчоне; всё это повлияло на молодого Кривелли, как и на его далматинского современника Джорджо Чулиновича, известного под именем Джорджо Скьявоне, а также на Марко Дзоппо, Андреа Мантенью и проходивших через этот город флорентийцев, таких как Филиппо Липпи и Донателло. Однако неясно, имел ли художник ещё до осуждения прямой контакт с падуанской школой или только при посредничестве Виварини/
Произведения Кривелли отмечены чертами позднесредневековой феодально-рыцарской культуры. Для его картин характерны сложная символика, насыщенность композиции мелкими, тщательно выписанными деталями, тонкость письма, некоторая жёсткость контуров и локальность цветовых отношений. По оригинальному определению выдающегося знатока живописи А. Н. Бенуа:

 Этот странный, чопорный живописец предпочитает ставить свои жёсткие, носатые, точно из дерева вырезанные и в медные одежды закованные персонажи на блестящий золотой фон; иногда же он заполняет воздушное пространство позади них орнаментально расположенными, точно из камня высеченными головами херувимов

 Находясь под влиянием падуанских художников, — писал В. Г. Власов, — Кривелли, используя византийскую иконографию и ювелирную отточенность формы икон итало-критской школы, сумел соединить готический стиль с восточными влияниями и ренессансным поэтическим мироощущением. Он создал собственный экспрессивный и очень декоративный конгломерат элементов, который загадочно называют готическим маньеризмом. Парадокс состоит лишь в том, что Кривелли — типичный примитив и, в то же время, в отношении пластических качеств, необычайно изысканный художник"
Бернард Беренсон писал о Кривелли:

 Этого художника следует рассматривать как обособленное явление, созданное отсталой, почти реакционной средой. Прожив большую часть жизни вдали от главных центров культуры, в провинции... Кривелли не примкнул к передовым течениям в искусстве... Но он стоит в одном ряду с лучшими художниками всех времён и народов и не надоедает даже тогда, когда великие мастера становятся скучными... В его картинах... красота отлита в формы, обладающие строгостью линий и блеском металла
Маргинальное положение Кривелли в отношении к другим мастерам эпохи Возрождения стало причиной того, что Кривелли был надолго забыт, его имя игнорировал даже Дж. Вазари. Он был открыт вновь лишь в XIX веке во многом благодаря двум итальянским исследователям: аббату Луиджи Ланци и Амико Риччи. Так Ланци в «История живописи в Италии» отмечал: «Это достойный художник, который известен скорее силой своего колорита, чем своим рисунком; и самая большая его заслуга заключается в небольших рассказах, где он помещает красивые пейзажи, придает фигурам грацию, движение, экспрессию… По богатству красок и по силе рисунка этого живописца по праву можно назвать очень ценным… Он с удовольствием вводил во все свои картины фрукты и овощи, отдавая предпочтение персику и огурцу; хотя ко всем аксессуарам он относился с таким мастерством, что по изысканности и любви они не уступают сравнению с фламандскими. Не будет лишним упомянуть, что его картины написаны темперой, то есть мазками, и смешаны со смолами, столь цепкими, что они сопротивляются всякой коррозии; именно поэтому они оставались очень ясными».
Большая коллекция произведений Кривелли находится в Национальной галерее в Лондоне. В России работы Кривелли отсутствуют. В связи с выставкой картин художника 1952 года в Анконе Роберто Лонги создал каталог его произведений. Выставка пробудила критический интерес к художнику. В 1961 году появился новый каталог и очерк о художнике Ф. Дзери. В 1961 году состоялась монографическая выставка в Венеции. Среди многочисленных исследований, которые последовали за этим, следует выделить работы Лионелло Вентури (1961), Джои Мори (1983) и Терезы Дзанобини Леони (1984).

## Галерея
- Святой Франциск и кровь Христа. Между 1490 и 1500. Дерево, темпера. Музей Польди-Пеццоли, Милан
- Мадонна делла Канделетта. Центральная створка полиптиха собора в Камерино. Между 1490 и 1492. Дерево, темпера, масло. Пинакотека Брера, Милан
- Мадонна на троне с Младенцем и с донатором. 1470. Дерево, темпера. Национальная галерея искусства, Вашингтон
- Мадонна Страстей. Ок. 1460. Дерево, темпера. Музей Кастельвеккьо, Верона
- Полиптих Сант-Эмидио. 1470-е. Дерево, темпера. Собор Асколи-Пичено
- Пиета. Створка полиптиха Монтефиоре-дель-Ассо. Дерево, темпера. Национальная галерея, Лондон
- Mария Магдалина. Ок. 1480. Дерево, темпера. Рейксмюсеум, Амстердам